# Giovanni Conti (1414-1493)
Giovanni Conti (Roma, 1414 - ibid., 20 de octubre de 1493) fue un prelado italiano. 

## Biografía
Perteneciente a la influyente familia de los Conti, señores de Poli, fue hijo de Grato di Ildebrandino y sobrino del cardenal Lucido Conti.  Gracias al patrocinio de éste, pronto obtuvo numerosos beneficios eclesiásticos: canónigo de Glandeves, Ferrara, Pisa y Génova, y subdiácono pontificio.
En 1455 el papa Nicolás V (o según otros autores, en 1456 Calixto III) le nombró obispo de Conza, cargo que mantuvo hasta que en 1484 cedió la diócesis a su sobrino Niccoló.  
En tiempos de Paulo II fue también gobernador de Narni (1464-66).  
Sixto  IV le creó cardenal en el consistorio del 15 de noviembre de 1483 con título de Santos Nereo y Aquileo, que después cambió por el de San Vital.  Entre 1484-89 tuvo simultáneamente la encomienda del de San Adriano.
Muerto a los 79 años de edad en el transcurso de una epidemia en la que también fallecieron once personas de su casa en un plazo de dos semanas, fue sepultado sin pompa en Santa María de Aracoeli.